# Aachener Printen

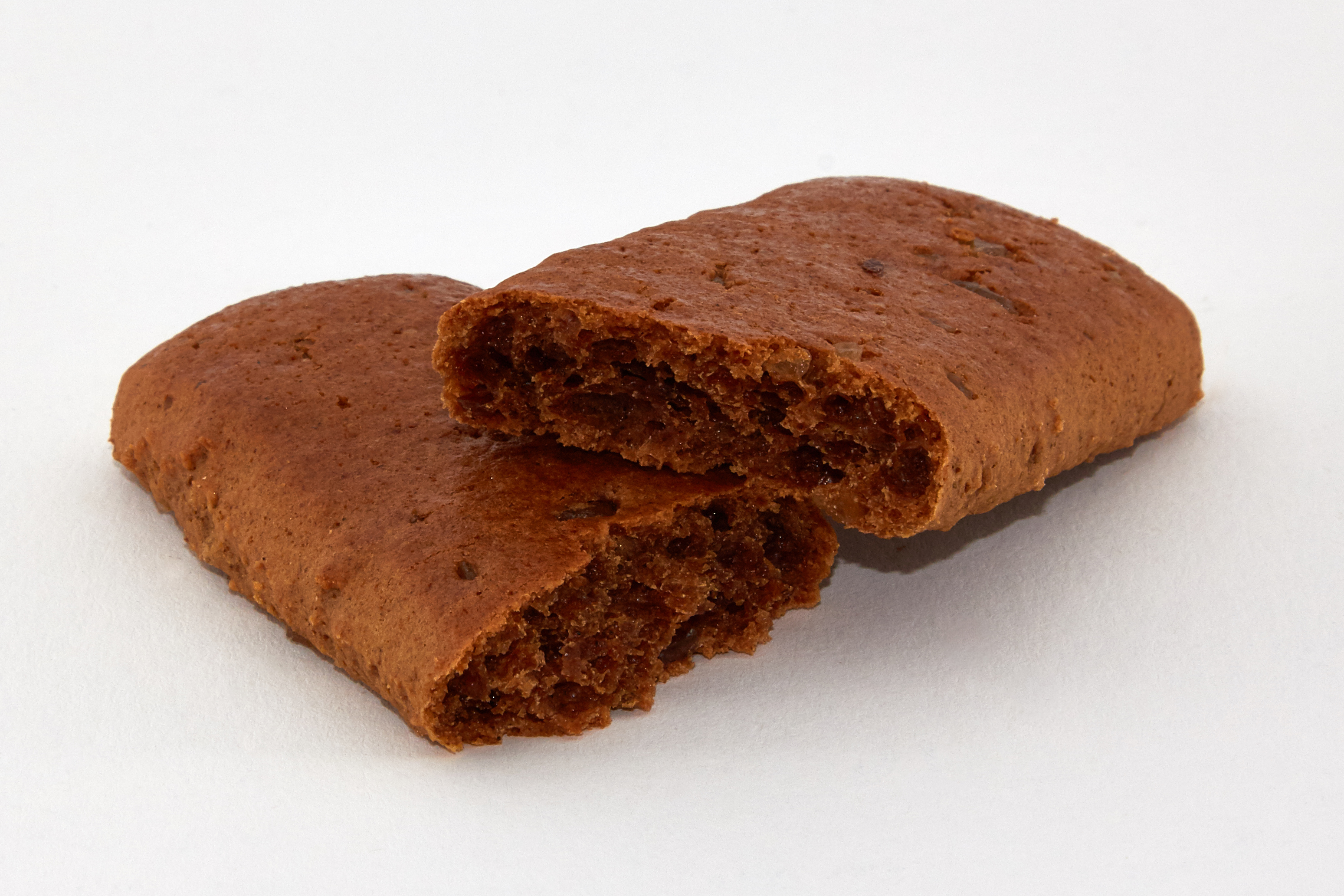
Przełamana Aachener Printe

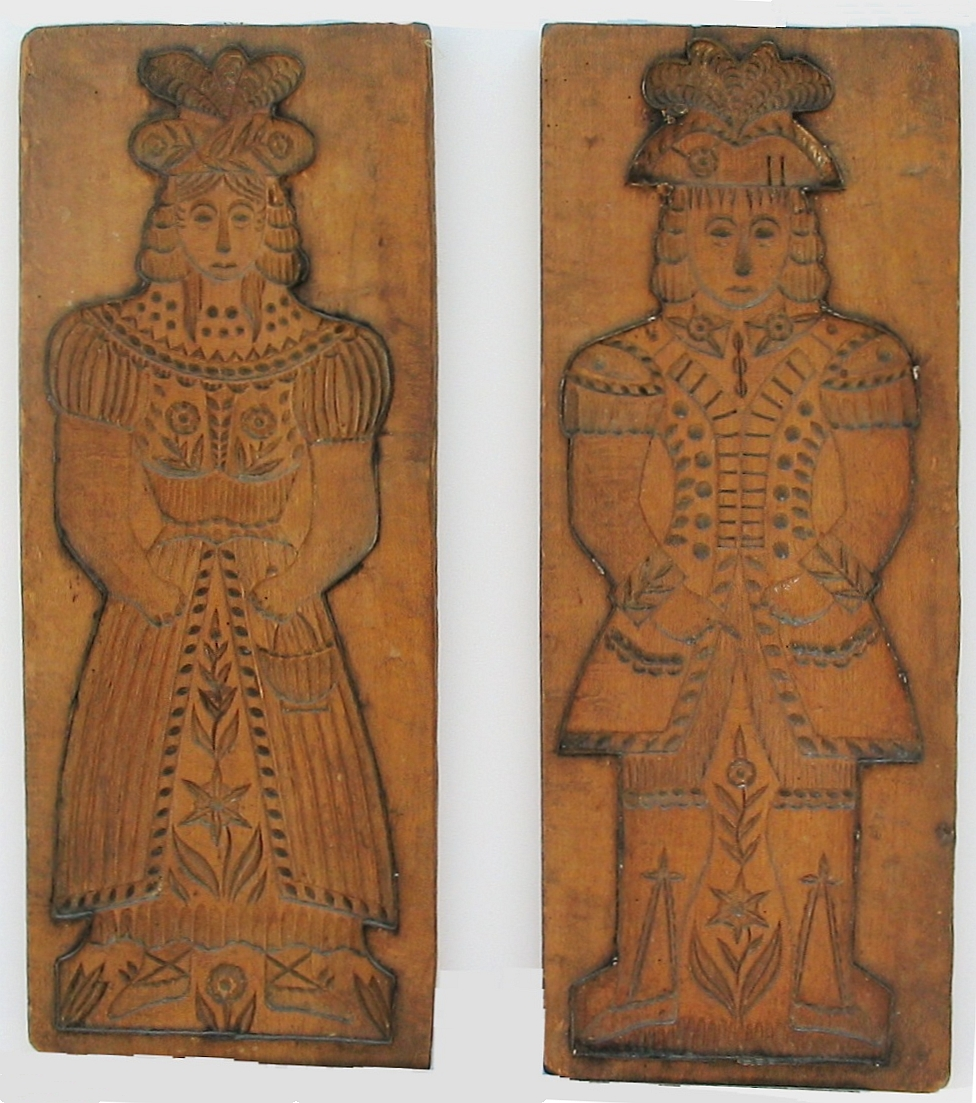
Matryca do odciskania Aachener Printen. ok. 1840 r.

Aachener Printen – tradycyjny słodki wypiek z miasta Akwizgran w Niemczech. Charakteryzuje się wyczuwalnymi kawałkami kryształów brązowego cukru oraz użytymi przy produkcji typowymi dla regionu Akwizgranu przyprawami.
Legendy wiążą początki tego wypieku z potrzebą wyżywienia licznych tłumów pielgrzymów, które zjeżdżały do miasta Akwizgran w średniowieczu, by odwiedzić relikwie przechowywane w tamtejszej katedrze. Według tych opowieści, wypieki miały służyć jako forma trwałego chleba, który pielgrzymi mogliby zabrać ze sobą w dalszą podróż. Dokumentacja tradycji produkcji tego rodzaju wypieku w regionie Akwizgran datuje się jednak na około 300 lat wstecz. Od 1997 roku nazwa „Aachener Printen” uzyskała status Chronionego Oznaczenia Geograficznego (PGI).
Nazwa (lp. "Printe", lm. "Printen") nawiązuje prawdopodobnie do kiedyś często wyciskanych na tych wypiekach za pomocą matryc postaci świętych (por. niderl. prent „nadruk, wydruk”, łać. premere „naciskać, uciskać”).
Pieczywo przypomina pierniki, różni się jednak od nich brakiem produktów odzwierzęcych w cieście, jak np. jajek czy masła, przez co jest w tradycyjnej wersji bez czekolady bardziej twarde i kruche od piernika.